# John P. Ryan
John Patrick Ryan (30 de julio de 1936 – 20 de marzo de 2007) fue un actor estadounidense de cine y televisión, conocido por su papel de Warden Ranken en la película dramática de 1985, Runaway Train. 

## Biografía
Hijo de padres irlandeses, Ryan se graduó en el Rice Hogh School y estudió inglés en la universidad de City College of New York. Toda su vida fue miembro de The Actors Studio.
Ryan murió a causa de un accidente cerebrovascular en Los Ángeles, California, a la edad de 70 años. Les sobreviven sus dos hijas.

## Filmografía

### Películas
- The Tiger Makes Out (1967) como Toni's Escort
- A Lovely Way to Die (1968) como Harry Samson
- What's So Bad About Feeling Good? (1968) como  Roger (sin acreditar)
- Five Easy Pieces (1970) como  Spicer
- Been Down So Long It Looks Like Up to Me (1971) como  Oeuf
- The King of Marvin Gardens (1972) como  Surtees
- The Legend of N*gger Charley (1972) como  Houston
- Shamus (1973) como Hardcore
- Dillinger (1973) como Charles Mackley
- Cops and Robbers (1973) como  Patsy O'Neill
- It's Alive (1974) como Frank Davis
- The Missouri Breaks (1976) como  Si
- Futureworld (1976) como  Dr. Schneider
- It Lives Again (1978) como Frank Davis
- On the Nickel (1980)
- The Last Flight of Noah's Ark (1980) como Coslough
- The Postman Always Rings Twice (1981) como Kennedy
- The Escape Artist (1982) como Vernon
- Breathless (1983) como el teniente Parmental
- The Right Stuff (1983) como el director del programa
- The Cotton Club (1984) como  Joe Flynn
- Runaway Train (1985) como  Warden Ranken
- Avenging Force (1986) como  Profesor Elliott Glastenbury
- Three O'Clock High (1987) como  Mr. O'Rourke
- Fatal Beauty (1987) como el teniente Kellerman
- Death Wish 4: The Crackdown (1987) como  Nathan White
- Rent-a-Cop (1987) como  Wieser
- City of Shadows (1987) como  Sargento Fireman
- Best of the Best (1989) como  Jennings
- Delta Force 2 (1990) como  General Taylor
- Class of 1999 (1990) como Mr. Hardin
- Eternity (1990) como  Thomas Vandervere/Persecutor
- Final Stage (1990)
- White Sands (1992) como Arms Dealer (sin acreditar)
- Hoffa (1992) como Red Bennett
- Star Time (1992) como Sam Bones
- Batman:la máscara del fantasma (1993) como Buzz Bronski (voz)
- Young Goodman Brown (1993) como The Devil
- Les patriotes (1994) como Arthur
- Bad Blood (1994) como John Blackstone
- Tall Tale (1995) como Grub
- Bound (1996) como  Micky Malnato (último papel cinematográfico)

### Televisión
- Kojak (1973, serie de televisión; episodio: "Cop in the Cage") como Peter Ibbotson
- Death Scream (1975) como Detective Dave Lambert
- The Rockford Files (1977, serie de televisión; episodio: "Dirty Money, Black Light") como Dearborn
- Buck Rogers en el siglo XXV (1980, serie de televisión; episodio: "Twiki is Missing") como Kurt Belzack
- M*A*S*H (1983, serie de televisión; episodio: "That Darn Kid") como Major Van Zandt
- Miss Lonelyhearts (1983; película para televisión) como Peter Doyle
- Simon & Simon (1984, serie de televisión; episodio: "Break a Leg, Darling") como Stewart Crawford
- Cagney & Lacey (1985, serie de televisión; episodio: "Organized Crime") como Philip Corrigan
- Miami Vice (1989, serie detelevisión; episodio: "The Cell Within") como Jake Manning
- The Adventures of Brisco County, Jr. (1993, serie detelevisión; episodio: "Showdown") como Sheriff Bob Cavendish